# PNS Ghazi (S134)
Pour les autres navires du même nom, voir PNS Ghazi.
Le PNS Ghazi (pennant number :  S134), autrefois connu sous le nom de NRP Cachalote (S165), est un sous-marin à propulsion diesel-électrique qui a servi dans la marine pakistanaise de 1975 jusqu’à sa mise hors service en 2006. Basé sur la classe Daphné de conception française, il a été construit au Portugal avec l’aide des Français en tant que membre de la classe Albacora, et il avait servi dans la marine portugaise avant d’être acheté par le Pakistan en 1977. En service dans la marine pakistanaise, il était le seul navire de classe Albacora dans le commandement des sous-marins.
Initialement nommé NRP Cachalote (S165), il a été acheté et transféré rapidement à la marine pakistanaise par la marine portugaise après que la nouvelle de la vente du sous-marin par les Portugais au secteur privé se soit répandue, en décembre 1975,,.
Après avoir été envoyé à Toulon en France pour un carénage selon les spécifications et les normes de la marine pakistanaise, il a été remis en service par les Pakistanais en 1977 et a été rebaptisé Ghazi en mémoire du PNS Ghazi, un sous-marin de classe Tench construit aux États-Unis en 1944 et coulé pendant la guerre indo-pakistanaise de 1971. En 1991-1995, il participe aux opérations navales pendant la guerre civile somalienne.
En 1997-1998, il a accueilli le tournage de Ghazi Shaheed, un téléfilm sorti en 1998 sur le naufrage de son prédécesseur dans le golfe du Bengale en 1971.
Le 2 janvier 2006, il a été désarmé après 34 ans de service dans la marine pakistanaise.